# Bohumil Pejzl
Bohumil Pejzl (1932 – 27. listopadu 2020) byl český volejbalista, volejbalový trenér a rozhodčí.

## Biografie
Bohumil Pejzl se narodil v roce 1932, v roce 1955 byl jedním ze zakládajících členů oddílu volejbalu v Třebíči, kde hrál a posléze tentýž oddíl trénoval. Věnoval se později také tréninku dorostenců, kteří poté v družstvu mužů postoupily do 2. ligy volejbalu. Působil také jako dlouholetý kapitán družstva mužů.
Za svoji činnost v oblasti volejbalu obdržel medaili Otakara Koutského a v roce 2016 byl uveden do Síně slávy v rámci ankety Sportovec města Třebíče.